# Eulimnichus perpolitus
Eulimnichus perpolitus är en skalbaggsart som först beskrevs av Thomas Casey 1889.  Eulimnichus perpolitus ingår i släktet Eulimnichus och familjen lerstrandbaggar. Inga underarter finns listade i Catalogue of Life.